# Grevillea asparagoides
Grevillea asparagoides,  es una especie de arbusto  del gran género  Grevillea perteneciente a la familia  Proteaceae. Es originaria del sudoeste de Australia Occidental. 

## Descripción
Crece hasta alcanzar un tamaño de 0,5 a 2 metros de altura y produce flores de color rojo entre julio y diciembre (fines de invierno a principios de verano) en su área de distribución natural.

## Cultivo
Esta especie requiere un suelo con buen drenaje y mucho sol. Se reproduce por esquejes, los injertos, pueden ser necesarios para garantizar una mayor fiabilidad, en la costa este de Australia.

## Taxonomía
Grevillea asparagoides fue descrita por Carl Meissner y publicado en Prodromus Systematis Naturalis Regni Vegetabilis 14: 373. 1856.
Etimología
Grevillea, el nombre del género fue nombrado en honor de Charles Francis Greville, cofundador de la Royal Horticultural Society.
esparagiodes,  el epíteto específico deriva de la semejanza de su follaje a la del espárrago. 
Sinonimia
- Grevillea maxwellii McGill.[4]